# Vargač
Vargač je přestavěný hrad na východním okraji města Dobříš. Stojí na ostrožně nad Huťským rybníkem poblíž dobříšského zámku. Postaven byl za vlády krále Jana Lucemburského, ale dochovaná podoba pochází z velmi výrazné přestavby po požáru v roce 1720. Od roku 1965 je chráněn jako kulturní památka. Název vargač (či varkač) údajně znamená „knížecí plášť“.

## Historie
Zakladatelem hradu byl pravděpodobně markrabě Karel v pozdním období vlády krále Jana Lucemburského. Potřeby hradu zajišťovala soustava služebných manství, ke kterým patřil dvůr se mlýnem v Tisovicích, další tři manství se nacházely v Dobříši a jiné byly v Dubenci, Druhlicích, Úběnicích a jinde. Karel IV. a zvláště Václav IV., který byl velikým milovníkem lovu, bývali na dobříšském hrádku často.
Královským majetkem hrad zůstal až do husitských válek, kdy ho král Zikmund Lucemburský v roce 1422 zastavil Bedřichovi a Hanušovi z Kolovrat. Dalším držitelem se stal stejnojmenný syn Hanuše z Kolovrat, kterého však král Jiří z Poděbrad vyplatil a panství převedl na své syny Bočka, Viktorína, Jindřicha a Hynka. Po roce 1472 se hrad po dvacet let v písemných pramenech neobjevuje. Někdy v té době ho získal Jindřich ze Švamberka na Zvíkově, který ho roku 1491 přenechal Děpoltovi z Lobkovic († 1527) za polovinu Kestřan, 750 kop grošů a další majetek. Děpolt poté vedl řadu soudních pří s okolními vladyky, kteří se hlásili ke svým starým právům.
Děpoltovi synové Jiří, Jan (IV.) a Litvín z Lobkovic se dohodli roku 1530 s králem Ferdinandem I., že za propuštění hradu Osek z manství vrátí Vargač koruně. Král ho poté k doživotnímu užívání přenechal Vilému Švihovskému z Rýzmberka. Hrad byl v té době téměř neobyvatelný, takže král Vilémovi povolil prostavět až 800 grošů, aby ho uvedl do obyvatelného stavu. Přesto byl stav hradu velmi špatný ještě v roce 1550. Ve stejné době se snažil panství získat Florián Gryspek, ale král ho nakonec udělil všem Vilémovým synům. Ani oni však hrad neudržovali. Z roku 1556 se dochoval popis, podle kterého byl „zámek všechen na pokojích, na stavení, na střechách opuštěný a téměř na upadení a oboření.“ V podobném stavu se nacházel i hospodářský dvůr a ke hradu patřila pouze Dobříš s 27 rodinami a čtyři rodiny z Višňové. Ostatní poddaní nic neplatili.
Roku 1569 byl stav panství o něco lepší. Vrátilo se do královských rukou a král ho zastavil sázavskému klášteru. Královský hejtman Pavel Kůrka z Korkyně nechal hrad v letech 1570 a 1573 opravit, přesto však komise vyslaná v roce 1578 shledala jeho stav neuspokojivým. Královští hejtmani hrad spravovali až do roku 1630, kdy ho koupil za 40 000 rýnských zlatých s výhradou práva lovu černé i červené zvěře pro české krále a dědice koruny hrabě Bruno z Mansfeldu a Heldrunku, jehož potomkům patřil až do roku 1780. Dne 20. května 1720 však hrad vyhořel, a během rekonstrukce byl upraven k hospodářským účelům. Při opravě v letech 1730–1740 byla všechna okna více než do poloviny zazděna, byl přistavěn velký barokní štít a v budově byla zřízena sýpka a sklad.
Jako sýpka byl palác využíván až do roku 1949, kdy měl být zrekonstruován na ubytovnu pro rukavičkářské závody. Budova byla opravena včetně vybourání oken do původní velikosti, ale po roce 1958 byla opět upravena na sýpku a byl do ní zabudován betonový skelet, zasahující až do půdních prostor.
Po roce 1989 přešel objekt do soukromého vlastnictví a není využíván. Dotace na jeho opravu se získat nepodařilo.

## Stavební podoba
Na přístupné severní straně hrad chránil široký příkop a val. Ze zástavby původního hradu se částečně dochovaly dvě budovy: menší stavba označovaná jako purkrabství s byty a palác upravený na barokní sýpku.

## Pověst
Dnešní zámecká sýpka vznikla kolem roku 1720 přestavbou vyhořelého královského hradu Vargače nad rybníkem. Na hradě, v rodině starého klíčníka se narodila Juditka. Když trochu povyrostla, slyšela vyprávět o černém rytíři, který o půlnoci hraje na loutnu. Ze zvědavosti se vplížila do sklepení a rytíře opravdu našla. Ten ji vyprávěl o tom, že musí hlídat královský poklad, do té doby, než se najde poctivý člověk, který ho rozdělí ostatním. Odvážné Juditce pak dal něco peněz a drahokamů. Když se vrátila z podzemí s takovými poklady, všichni pátrali po černém rytíři, ale nikdo ho už nespatřil. A nám ostatním zůstal jen zámek se sýpkou, pověst a Vargačská skála.